# (14413) Geiger
(14413) Geiger est un astéroïde de la ceinture principale.

## Description
(14413) Geiger est un astéroïde de la ceinture principale. Il fut découvert par Freimut Börngen et Lutz D. Schmadel le 5 septembre 1991 à Tautenburg. Il présente une orbite caractérisée par un demi-grand axe de 2,28 UA, une excentricité de 0,147 et une inclinaison de 5,01° par rapport à l'écliptique.
Il fut nommé en hommage au physicien allemand Hans Geiger (1882-1945), qui étudia la radioactivité et laissa son nom au célèbre compteur, instrument de mesure en physique nucléaire.

## Compléments